# Guidetto Guidetti
Guidetto Guidetti (Firenze, ... – Roma, 1564) è stato un architetto italiano.

## Biografia
Le notizie che lo riguardano sono assai scarse. Di probabili origini fiorentine, si trasferì a Roma prima del 1520 e vi operò attivamente nella seconda metà del secolo. Tradizionalmente gli viene attribuita la facciata della chiesa di Santo Spirito in Sassia. Sicuramente, in base alle locali carte d'archivio (mandati di pagamento), lavorò nella chiesa di Santa Maria dell'Orto tra il 1555 ed il 1559, dove riprese in mano i lavori di edificazione, da tempo quasi fermi, e li portò a termine dopo una radicale riprogettazione: dalla originaria pianta a croce greca su quattro absidi la rimodellò nell'attuale pianta longitudinale a tre navate.
Nel 1556 eseguì lavori di architettura militare nei rioni sulla riva destra del Tevere. Altri suoi interventi riguardano il convento di Santa Maria sopra Minerva, la chiesa di Santa Caterina dei Funari, il Palazzo della Sapienza, ma soprattutto il Palazzo dei Conservatori in Campidoglio. Qui continuò e portò a termine l'opera di Michelangelo, che già lo aveva avuto come brillante allievo.